# Шерешевский, Яков Игнатьевич
Яков Игнатьевич Шерешевский (1894—1979) — советский военачальник, генерал-майор медицинской службы (1945).

## Биография
Родился 2 декабря (по другим данным 1 декабря) 1894 года в местечке Кибартай Российской империи в еврейской семье, отец был ремесленником.
Окончив училище и гимназию в 1912 году, поступил в Московский университет, где в 1919 году окончил медицинский факультет. В 1919 году вступил в РККА и принимал участие в Гражданской войне, служил полковым и дивизионным врачом. С 1938 года — начальник военного госпиталя. 2 апреля 1940 года Шерешевскому было присвоено звание бригадного врача.
Участвовал в Великой Отечественной войне: в 1941−1942 годах — начальник армейского госпиталя, в 1942−1945 годах — начальник санитарного отдела армии. Служил в 53-й армии с самого начала её формирования. 29 мая 1945 года — генерал-майор медицинской службы. Я. И. Шерешевский организовывал лечение и эвакуацию раненых и больных в период обороны Москвы; руководил медицинской службой армии во время Курской битвы и битвы за Днепр, а также Ясско-Кишиневской и Будапештской операций.
После войны работал в Киевском окружном военном госпитале. Вышел в отставку 30 апреля 1953 года.
В 1960-1970-х годах был председателем Федерации шахмат Украинской ССР.
Умер 11 мая 1979 года в Москве, где и был похоронен в колумбарии Донского кладбища рядом с женой — Ольгой Николаевной.

## Награды
Был награждён орденами Красного Знамени, Красной Звезды, Орден Ленина, Отечественной войны II и I степеней, а также медалями, в числе которых «20 лет РККА» и «За победу над Германией в Великой Отечественной войне 1941—1945 гг.».